# Pain d'épeautre
Le pain d'épeautre est réalisé soit avec de la farine de petit épeautre (Triticum monococcum ou engrain, voire dicoccum) soit de grand épeautre (Triticum aestivum subsp. spelta qui est celui prenant souvent le nom simple d'épeautre), qu'il est important de distinguer compte tenu notamment de la teneur élevée en gluten du grand épeautre qui rend ce dernier davantage panifiable.
Le petit épeautre lève donc moins que le grand épeautre bien qu'il soit préféré en diététique et en agriculture biologique pour ses qualités de rusticité et ses propriétés nutritionnelles.

## Épeautre

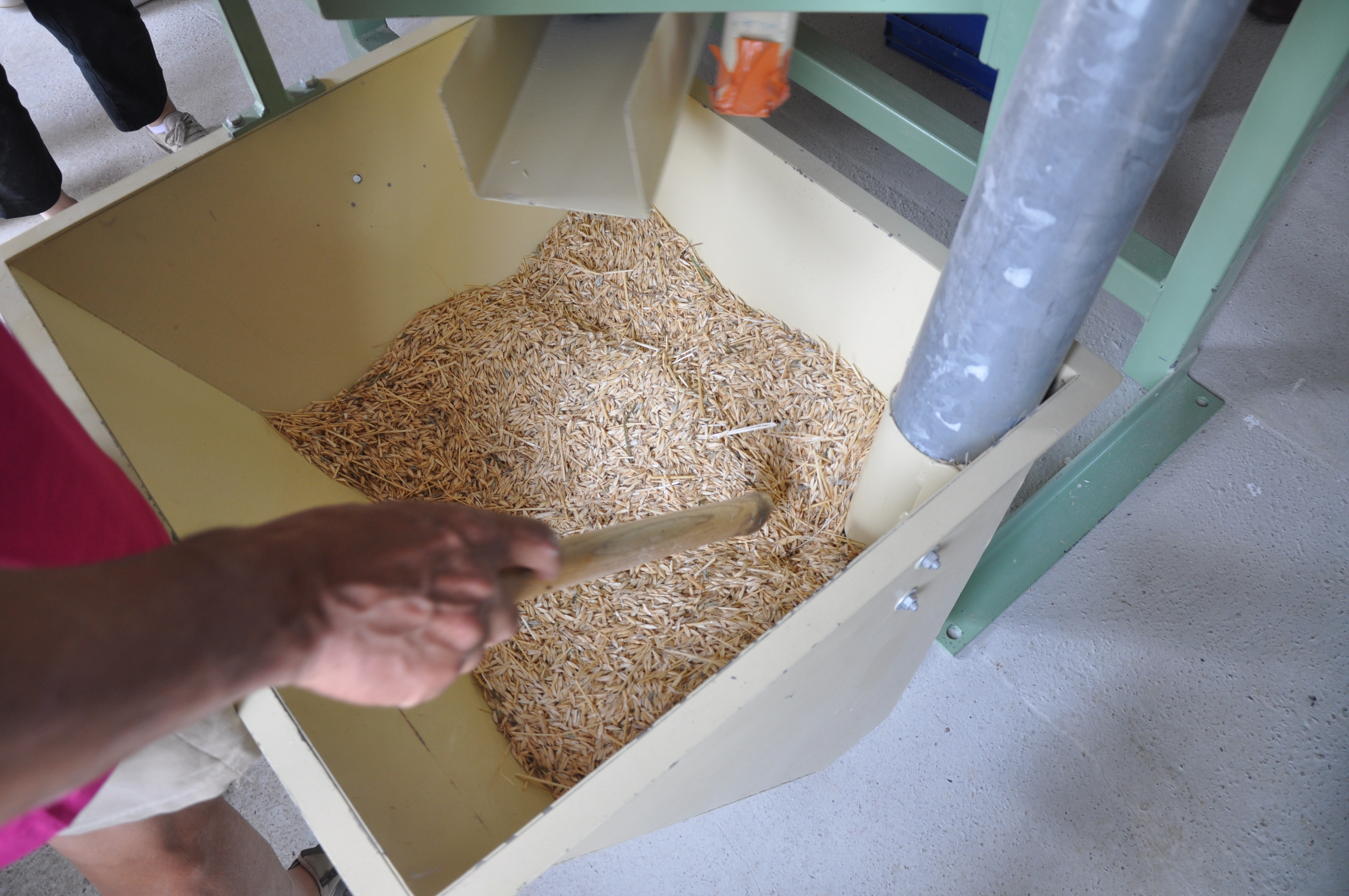
Petit épeautre des Alpes provençales.

L'épeautre, ou blé gaulois, est une céréale anciennement utilisée pour la fabrication du pain puis remplacée par le blé tendre pour des raisons de coût de production. En Europe, la farine d'épeautre réapparaît chez certains meuniers et dans l'agriculture biologique. Il existe deux espèces d'épeautre : le grand épeautre (Triticum spelta) et le petit épeautre ou engrain (Triticum monococcum) qui est une plante de la famille des poacées (graminées), première céréale domestiquée par l'homme, vers 7500 avant notre ère, au Proche-Orient, avec le blé amidonnier. Bien que le grand épeautre soit ancien, à l'inverse du petit épeautre, il doit son origine à la culture humaine en champ. L’épeautre peut être considéré contemporain au froment qui a vécu le même protocole de sélection intensive pour obtenir des qualités choisies par un courant agricole prédominant (agro-industrie).

## Qualités

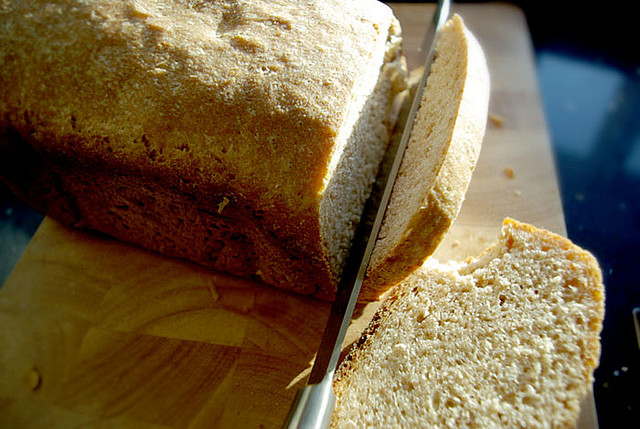
Coupe du pain d'épeautre.

Selon Hildegarde de Bingen, il y a plus de huit siècles : « L'épeautre donne de l'entrain à ceux qui en mangent un peu chaque jour, et met la joie au cœur. »
Les deux espèces d'épeautre contenant du gluten, elles ne peuvent donc pas être consommées dans le cadre d'un régime sans gluten.

## Ingrédients
Le pain est fabriqué à base de farine d'épeautre, d'eau, de sel, et de levain. En raison d'une teneur en gluten de 7 %, le petit épeautre est plus difficilement panifiable que le grand épeautre et les autres espèces de blé.